# Penthema gallorum
Penthema gallorum är en fjärilsart som beskrevs av Charles Oberthür 1897. Penthema gallorum ingår i släktet Penthema och familjen praktfjärilar. Inga underarter finns listade i Catalogue of Life.